# Grammatiko
Grammatiko (Grieks: Γραμματικό) is een Griekse plaats in Oost-Attica, ongeveer 40 km  ten noordoosten van Athene. Grammatiko is met een weg verbonden met Kapandriti. 
Bestuurlijk is Grammatiko (Grieks: Γραμματικό) een deelgemeente (dimotiki enotita) van de fusiegemeente (dimos) Marathonas, in de Griekse bestuurlijke regio (periferia) Attica. 